# I-351
I-351 — підводний човен Імперського флоту Японії, який взяв участь у бойових діях Другої світової війни.

## Загальна інформація
Корабель став першим та єдиним завершеним представником типу Сенхо (також відомий як клас I-351). Ці субмарини-танкери за первинним задумом мали провадити у віддалених районах бункерування пальним летючих човнів, що значно б збільшувало можливості останніх із ведення розвідки. Окрім пального, літаючі човни могли б отримати від Сенхо амуніцію, прісну воду та змінні екіпажі.
Втім, на момент завершення І-351 воєнна ситуація настільки змінилась, що корабель залучили для доставлення авіаційного пального з Південно-Східної Азії до метрополії (на початку 1945-го із розвитком операцій союзників на Філіппінах рух надводних конвоїв на цьому напрямку припинився). Можливо також відзначити, що у Імперському флоті як танкери могли використовуватись кілька транспортних підводних човнів типів D (клас I-361) та D Mod.1 (клас I-373), проте це не передбачалось їх вихідним проектом, а стало наслідком переобладнання.

## Бойова служба
Кілька місяців човен витратив на тренування у Внутрішньому Японському морі, а 1—15 травня 1945-го здійснив перехід з Куре до Сінгапуру, куди доправив вантаж амуніції, запасних частин для літаків та обмундирування. 20 травня — 3 червня І-351 пройшов з Сінгапуру до Сасебо (західне узбережжя острова Кюсю), маючи на борту 500 тисяч літрів авіаційного пального.
22 червня — 6 липня 1945-го човен удруге пройшов до Сінгапуру, маючи на борту екіпажі для колишніх німецьких субмарин U-181 та U-862, амуніцію для зенітного озброєння та нові кодові книги. 11 липня І-351 рушив назад до метрополії, маючи на борту, окрім так само 500 тисяч літрів авіаційного пального, ще 42 пілоти. Незадовго до завершення 14 липня 1945-го І-351, який прямував у надводному положенні через Південнокитайське море північніше від узбережжя Сараваку, потрапив на радар американського підводного човна «Бловер». Останній розпочав переслідування та дещо більш ніж за дві години по тому (вже настало 15 липня) дав два залпи по дві торпеди в кожному. Обидві торпеди першого залпу поцілили І-351, проте не вибухнули. Японський корабель занурився, проте за годину вже знову прямував по поверхні. У цей час його почав переслідувати інший американський підводний човен «Блюфіш», який отримав попередження від «Бловер». У підсумку за дві години після першої атаки по І-351 дали ще один залп із чотирьох торпед, дві з яких уразили ціль та потопили її. Загинуло 110 моряків та пілотів, ще трьох через чотири години перебування у воді підібрав «Бловер».